# Lê Hải Châu
Lê Hải Châu (1926-2022) là nhà giáo nhân dân Việt Nam và là tác giả của nhiều tập sách giáo khoa thuộc bộ môn Toán học. Trong những năm đầu tiên, ông là một trong những thầy giáo có đóng góp giúp đoàn học sinh Việt Nam tham dự Olympic Toán quốc tế. Vào năm 2008, ông được phong tặng danh hiệu Nhà giáo Nhân dân.

## Tiểu sử
Lê Hải Châu sinh ngày 5 tháng 2 năm 1926 tại xã Xuân Đan (nay
là Đan Trường), huyện Nghi Xuân, tỉnh Hà Tĩnh. Thời nhỏ, Lê Hải Châu lên sống ở thành phố Vinh (cách quê 12km) vì người cha làm công cho hãng SIFA (cụ Lê Đình Cư là một nhà kế toán giỏi, trong kháng chiến chống Pháp làm trưởng phòng kế toán Ty Thương nghiệp Nghệ An và sau hòa bình lập lại ở miền Bắc, được mời ra dạy ở Trường kế toán trung ương, Hà Nội). Ở Vinh, cậụ bé Lê Hải Châu có điều kiên học tập thuận lợi hơn ở quê nhà vì ở đây đã có đến bậc trung học với bằng thành chung (điplôme). Lê Hải Châu được học sớm và học giỏi, đặc biệt là môn toán, ở bậc tiểu học và sau đó ở bậc tú tài, ông từng học vượt một lớp. Sau khi đỗ bằng Thành chung tại trường Quốc học Vinh, Lê Hải Châu được gửi ra Hà Nôi học ban Tú tài. Theo học tại trường tư thục Gia Long, Lê Hải Châu đã học rút ngắn chương trình 2 năm của bậc Tú tài phần 1 xuống còn một năm học và nằm trong khoảng hai chục người thi đỗ trong số hàng ngàn thí sinh. Sau đó, ông xin vào học ban Tú tài toàn phần tại trường Bảo Hộ (trường Bưởi), nhưng bị từ chối vì thời đó trường chỉ dành cho người xứ Bắc. Sau đó, ông vào Huế học tiếp một năm tại trường chuyên khoa Khải Định để đoạt tấm bằng Tú tài toàn phần, trở thành một trong hai người đạt mức Tú tài đầu tiên của xã Đan Trường.
Trong những năm 1946 đến 1955, ông giảng dạy bộ môn toán tại các Quốc học Vinh (nay là Trường THPT Huỳnh Thúc Kháng, Nghệ An), Trường Sư phạm Trung cấp Liên khu 4; Trường cấp 3 Lam Sơn (Thanh Hóa) và Trung học Nguyễn Công Trứ (Vinh); Trung học Phan Đình Phùng (Hà Tĩnh).
Thời gian giảng dạy về sau, Nhà nước đã cử ông đến Trường Sư phạm Cao cấp tại Nam Ninh, Trung Quốc để nâng cao trình độ. Ông cũng là người biên soạn bộ sách giáo khoa thuộc Ban Tu thư, Bộ Giáo dục (nay là Bộ Giáo dục và Đào tạo).
Cộng tác cùng Hoàng Tụy, Lê Hải Châu đã biên soạn ra hàng chục đầu sách giáo khoa cung cấp cho các cấp học phổ thông nằm trong bộ môn Toán học.
Từ năm 1957 - 1991, ông phụ trách công tác giảng dạy Toán cấp 3, bồi dưỡng học sinh giỏi Toán tại Vụ Giáo dục phổ thông cấp 2-3 (nay là Vụ Giáo dục trung học, Bộ Giáo dục và Đào tạo).
Ở Ban Tu thư, ông là một trong những tác giả đầu tiên của các sách giáo khoa toán học bậc Trung học, đặt nền móng cho hệ thống sách giáo khoa của nền giáo dục cách mạng hiện đại sau này và là tác giả của gần 50 sách tham khảo về toán học. Cùng với viêc soạn sách, ông trực tiếp dạy thí điểm tại các trường phổ thông cấp III Hà Nội (sau đổi là trường Việt - Đức), trường phổ thông cấp III Trưng Vương và trường cấp III Tân Trào. Ngoài ra ông còn được mời đi giảng toán bằng tiếng Pháp cho các thầy giáo Cămpuchia, Lào và Pháp (ở Paris). Ông được các đời Bộ trưởng (Nguyên Văn Huyên, Tạ Quang Bửu) giao cho việc tổ chức lớp chuyên toán cấp III đầu tiên tại trường Đại học Tổng hợp Hà Nội và sau đó mở rộng đến các tỉnh nhằm đào tạo, bồi dưỡng tài năng toán học trẻ. Ông là người đầu tiên và đã 10 lần làm trưởng đoàn hoặc phó trưởng đoàn dẫn dắt các tài năng toán trẻ Việt Nam đi dự các kỳ thi toán quốc tế kể từ năm 1974.
Từ năm 1991, ông nghỉ hưu nhưng vẫn tiếp tục miệt mài nghiên cứu, say mê, trăn trở với việc dạy toán và học toán ở các trường phổ thông.
Ông mất ngày 30 tháng 1 năm 2022, thọ 97 tuổi.

## Gia đình
Vợ ông là bà Văn Thị Kim Oanh, giáo viên dạy môn Sinh học tại trường cấp 3 Lý Thường Kiệt (nay là trường PTTH Việt-Đức), Hà Nội.
Con trai lớn là Lê Hải Khôi, Phó Giáo sư Tiến sĩ Toán học, nguyên Viện trưởng Viện Công nghệ thông tin thuộc Viện Hàn lâm Khoa học và Công nghệ Việt Nam. 
Con trai thứ hai là Lê Hải Thanh, nguyên Quản đốc phân xưởng tại Công ty Điện tử Hanel.
Con trai út là Lê Hải An, Phó Giáo sư Tiến sĩ, cố Thứ trưởng Bộ Giáo dục và Đào tạo.